# Liste von Vornamen/X
Diese Unterseite der Liste von Vornamen enthält Vornamen, die mit dem Buchstaben X beginnen.
Männliche Vornamen sind mit dem Symbol ♂ und weibliche Vornamen mit dem Symbol ♀ markiert.

## Xa–Xi
Xander ♂,
Xandra ♀,
Xanthippe ♀,
Xaver ♂,
Xaveria ♀,
Xavier ♂,
Xenia ♀,
Xhelal ♂, 
Xhelale ♀, 
Xhemail ♂, 
Xhemaile ♀, 
Xhemal ♂, 
Xhemale ♀, 
Xhevahir ♂, 
Xhevahire ♀, 
Xhevair ♂, 
Xhevaire ♀, 
Ximena ♀,
Ximeno ♂,
Xinyi ♀